# Therobatinae
Sous-famille
Les Therobatinae sont une sous-famille de solifuges de la famille des Eremobatidae.

## Distribution
Les espèces de cette sous-famille se rencontrent aux États-Unis, au Mexique et au Canada.

## Liste des genres
Selon Solifuges of the World (version 1.0) :
- Chanbria Muma, 1951
- Eremochelis Roewer, 1934
- Hemerotrecha Banks, 1903

## Publication originale
- Muma, 1951 : The Arachnid order Solpugida in the United States. Bulletin of the American Museum of Natural History, no 97, p. 31-141 (texte intégral).